# هایلندپارک (میشیگان)
هایلندپارک، میشیگان (به انگلیسی: Highland Park, Michigan) یک شهر در ایالات متحده آمریکا با جمعیت ۱۱٬۷۷۶ نفر است که در میشیگان واقع شده‌است.